# Pongcshon
Pongcshon (hangul: 봉천군, Pongcshon-kun, handzsa: 鳳泉郡, RR: Pongch'ŏn-kun, ’főnixforrás’) megye Észak-Koreában, Dél-Hvanghe (Hwanghae) tartományban. 1952-ben hozták létre Phjongszan (P'yŏngsan) megye részeiből Phjongcshon (평천; 平泉, P'yŏngch'ŏn) néven és emelték megyei rangra. Mai nevét 1990-ben nyerte el.

## Földrajza
Délről Pecshon (Paech'ŏn) és Jonan (Yŏnan), nyugatról Cshongdan (Ch'ŏngdan), északról az Észak-Hvanghe (Hwanghae) tartománybeli Rinszan (Rinsan) és Phjongszan (P'yŏngsan), keletről az Észak-Hvanghe (Hwanghae) tartománybeli Kumcshon (Kŭmch'ŏn) határolja.
Legmagasabb pontja a 713 méter magas Csudzsibong (주지봉; 主持峯, Chujibong).

## Közigazgatása
1 községből (up (ŭp)), 22 faluból (ri (ri)) áll:
| - Pongcshon-up (봉천읍; , Pongch'ŏn-ŭp) - Kadong-ri (가동리; 稼洞里, Kadong-ri) - Kvangam-ri (광암리; 廣岩里, Kwangam-ri) - Kundong-ri (군동리; 群洞里, Kundong-ri) - Terjong-ri (대룡리; 大龍里, Taeryong-ri) - Tea-ri (대아리; 大雅里, Taea-ri) - Rjongcshon-ri (룡촌리; 龍村里, Ryongch'on-ri) - Rucshon-ri (루천리; 漏川里, Ruch'ŏn-ri) - Pongam-ri (봉암리; 鳳岩里, Pongam-ri) - Szoksza-ri (석사리; 石沙里, Sŏksa-ri) - Szonggi-ri (성기리; 聖基里, Sŏnggi-ri) - Szongdzsong-ri (송정리; 松亭里, Songjŏng-ri) | - Sindap-ri (신답리; 新畓里, Sindap-ri) - Sinmjong-ri (신명리; 新明里, Sinmyŏng-ri) - Jonhong-ri (연홍리; 鳶紅里, Yŏnhong-ri) - Ungcshon-ri (응촌리; 鷹村里, Ŭngch'on-ri) - Csudap-ri (주답리; 注畓里, Chudap-ri) - Csuktong-ri (죽동리; 竹洞里, Chuktong-ri) - Handzsong-ri (한정리; 寒井里, Hanjŏng-ri) - Hancshon-ri (한촌리; 漢村里, Hanch'on-ri) - Hengdzsong-ri (행정리; 杏亭里, Haengjŏng-ri) - Hvacshon-ri (화촌리; 花村里, Hwach'on-ri) - Hvangnjong-ri (황룡리; 黃龍里, Hwangnyong-ri) |

## Gazdaság
Pongcshon (Pongch'ŏn) megye gazdasága élelmiszeriparra, vegyiparra, gépiparra épül.

## Oktatás
Pongcshon (Pongch'ŏn) megye egy mezőgazdasági főiskolának, 25 általános és 25 középiskolának ad otthont.

## Egészségügy
A megye számos egészségügyi intézménnyel rendelkezik, köztük 1 megyei és 25 helyi kórházzal.

## Közlekedés
A megye közutakon a szomszédos helységek felől közelíthető meg. A megye vasúti kapcsolattal rendelkezik, a Pecshon (Paech'ŏn) vonal része.